# Grafschaft Bourges
Die Grafschaft Bourges mit der Hauptstadt Bourges umfasste vom 9. bis in das 11. Jahrhundert weitestgehend die historische Provinz des Berry. Angrenzend an Bourges lagen im Norden die Grafschaften von Blois und Gâtinais, im Osten die Grafschaft Nevers, im Südosten das Territorium der Herren von Bourbon und im Südwesten die Grafschaft Poitou.

## Die Grafen von Bourges
Als erster Graf von Bourges ist im 8. Jahrhundert ein Cunibert († nach 778, auch Hunibert oder Humbert) belegt, der sich dem Aufstand des Herzogs Waifar von Aquitanien gegen König Pippin dem Jüngeren anschloss und von diesem 762 zur Unterwerfung gezwungen wurde, nachdem der König Bourges mehrere Wochen lang belagert hatte. In den nächsten Jahren trat Graf Cunibert als Vermittler zwischen Herzog Waifar und König Pippin auf. 
Der französische Genealoge Christian Settipani vermutete, dass Graf Cunibert ein Sohn des Arnulfingers Gottfried und damit mit der Dynastie der Karolinger verwandt ist.
Etwa 40 Jahre später trat mit Wicfred (Wicfried) ein weiterer Graf in Bourges auf, der vermutlich mit dem Grafen Rodulf/Raoul von Turenne verwandt war. Graf Wicfreds Tochter Agane war mit einem Grafen Robert verheiratet, der oft als Robert der Tapfere identifiziert wird, aber auch mit dem Sohn des Grafen Theodebert von Madrie und Schwager des Königs Pippin I. von Aquitanien (siehe Arnulfinger).
Zu Beginn des 9. Jahrhunderts erschien mit Hugo I. († nach 835 oder 853) erstmals ein Graf, der sein Amt an seinen Sohn Stephan († ???) weiter vererbte, diesem wiederum folgte dessen Sohn Hugo II. († um 892) nach. Die familiäre Zuordnung dieser Grafendynastie ist unklar, aber vermutlich waren sie mit dem Geschlecht der Etichonen verwandt.
Graf Hugo II. war mit Rothilde, einer Tochter König Karls des Kahlen, verheiratet. Diese war nach dem Tod ihres Mannes mit dem Grafen Roger von Maine ein zweites Mal verheiratet. Aus der Ehe Hugos II. mit Rothilde ging die Tochter Richilde hervor, die den Vizegrafen von Blois Theobald den Älteren heiratete und so Stammmutter des Hauses Blois wurde.
Graf Hugo II. scheint nicht bis zu seinem Tod die Herrschaft über Bourges innegehabt zu haben, denn in den sechziger Jahren des 9. Jahrhunderts tritt mit dem ehemaligen Grafen von Paris Gerhard II. (genannt: Girart de Roussillon) ein Konkurrent um die Grafschaft auf. Dieser hatte sich in Burgund unter den Königen Karl und Lothar II. eine starke Machtposition aufgebaut und wurde von Letzterem zum Dux des Viennois und Lyonnais ernannt, außerdem war er mit Bertha von Tours verheiratet, einer Schwägerin König Karls des Kahlen und vermutlich die Schwester des Grafen Hugos I.
Nach dem Tod König Lothars II. 869 überfiel Gerhard das Berry, wo er die Kontrolle über Bourges gewann, und verweigerte 870 die Anerkennung des Vertrages von Meersen, in dem das Reich Lothars II. zwischen Karl dem Kahlen und Ludwig dem Deutschen aufgeteilt wurde. Karl der Kahle, zu dessen Reich Gerhards Territorien geschlagen wurde, nahm den Kampf gegen den aufständischen Grafen auf und vertrieb ihn im Winter 870 aus Vienne. Dux Gerhard verstarb schließlich entmachtet um das Jahr 877.
König Karl der Kahle gab Gerhards Besitzungen, darunter auch Bourges, 871 an seinen Schwager, den Grafen Boso. Nach dem Tod des Königs erhob sich Markgraf Bernhard von Gothien 878 gegen den neuen König Ludwig II. dem Stammler und eroberte Bourges. Doch Bischof Frotaire von Bourges ermahnte die Bevölkerung der Stadt, dem König loyal zu bleiben. Dieser ließ den Markgrafen im September desselben Jahres auf dem Hoftag zu Troyes verurteilen und exkommunizieren und übertrug all dessen Besitzungen einschließlich Bourges an Bernhard Plantevelue († 886), der von seinem Sohn Wilhelm I. der Fromme († 918) beerbt wurde.
Wilhelm I. erhob sich 909 zum Herzog von Aquitanien und nahm im Machtkampf zwischen den Karolingern und Robertinern um den Königsthron Partei für erstere. Dadurch zog er die Feindschaft König Rudolfs auf sich, der zwischen 916 und 918 in das Berry zog und Bourges einnehmen konnte. Bei diesen Kämpfen soll Herzog Wilhelm einen von König Rudolf eingesetzten Gegengrafen von Bourges eigenhändig getötet haben. 
Herzog Wilhelms I. Neffe Wilhelm II. der Jüngere näherte sich wieder dem König an, nachdem dieser ihm das Berry zurückerstattet hatte, doch Wilhelms II. Bruder und Nachfolger Herzog Acfred († 927) stellte sich wieder gegen den König, der den schnellen Tod des Herzogs nutzte und das Berry erneut an sich brachte.

## Die Vizegrafen von Bourges
König Rudolf zog die Grafenrechte auf Bourges ein und setzte stattdessen einen Vizegrafen als seinen Stellvertreter in Bourges ein, der das Amt in seiner Familie weiter vererben konnte. Über diese vizegräfliche Dynastie, die bis zum Ende des 11. Jahrhunderts in Bourges regierte, ist bis auf die Namen wenig bekannt, außer dass Geoffroi III. 1031 König Robert II. in Bourges empfing.
- Geoffroi I. Papabas
- Geoffroi II. Bosebebas
- Geoffroi III. le Noble
- Geoffroi IV. le Meschin
- Étienne

In der Zeit ihrer Regentschaft fand im Berry eine politische Zweiteilung statt. Während sich der Einfluss der Vizegrafen auf den Nordosten (Haut-Berry) beschränkte, dominierten im Südwesten (Bas-Berry) die Herren von Déols-Châteauroux und Issoudun, welche sich enger an die Herzöge von Aquitanien anlehnten.
Mit Étienne starb die Vizegrafendynastie in ihrer männlichen Linie aus. Stattdessen folgte die älteste Tochter seiner Schwester Eldeburge aus deren Ehe mit dem Herren Gilles I. von Sully nach. Mathilde von Sully war mit Eudes „Harpin“ von Dun verheiratet, der für seine Frau als Vizegraf waltete. Als sich Eudes 1101 entschloss, auf eine bewaffnete Pilgerfahrt in das Heilige Land zu ziehen, verpfändete er seine Vizegrafschaft für 60.000 Sou an König Philipp I., um die Reise zu finanzieren.
Eudes kämpfte in Palästina 1102 in der zweiten Schlacht von Ramla und trat nach seiner Rückkehr in die Heimat als Mönch in die Abtei Cluny ein, wo er um 1109 starb.
Danach wurden Bourges und das Haut-Berry dem unmittelbaren Herrschaftsbereich des Königs, der Domaine royal, eingegliedert, während das Bas-Berry bis in das 13. Jahrhundert bei Aquitanien verblieb.